# Margot Hielscher
Pour les articles homonymes, voir Hielscher.
Margot Hielscher, née le 29 septembre 1919 à Berlin (dans le quartier de Charlottenburg) et morte le 20 août 2017 à Munich, est une chanteuse et actrice allemande.
Entre 1939 et 1994, elle apparaît dans cinquante films.

## Biographie
En 1957, Margot Hielscher est choisie pour représenter l'Allemagne lors du Concours Eurovision de la chanson 1957 avec la chanson Telefon, Telefon (Téléphone, Téléphone). La chanson se classa 4e sur 10 chansons avec un total de 8 points.
Margot Hielscher est une nouvelle fois choisie pour représenter l'Allemagne lors du Concours Eurovision de la chanson 1958 avec la chanson Für zwei Groschen Musik. La chanson se classa 7e sur 10 avec un total de 5 points.
En 1989, elle joua dans la série télévisée Rivalen der Rennbahn. Elle est enterrée au cimetière de Bogenhausen à Munich.

## Filmographie
- 1940 : Marie Stuart (Das Herz der Königin) de Carl Froelich
- 1952 : Le diable fait le troisième (The Devil Makes Three) d'Andrew Marton
- 1954 : La Mouche (Die Mücke) de Walter Reisch
- 1962 : Bataille de polochons (Das schwarz-weiß-rote Himmelbett) de Rolf Thiele